# David Gordon White
David Gordon White (* 3. September 1953 in Pittsfield, Massachusetts) ist ein US-amerikanischer Religionswissenschaftler, Hochschullehrer und Autor. Er ist in der Fachwelt und darüber hinaus bekannt geworden durch seine detaillierten Forschungen zur Kulturgeschichte des indischen Yoga.

## Leben
David Gordon White absolvierte zunächst von 1972 bis 1975 ein Studium an der Universität von Wisconsin in Madison bis zum akademischen Grad eines Bachelors im Fach Südasienstudien. In diese Zeit fiel auch ein achtmonatiger Studienaufenthalt an der Banaras Hindu University in Benares (europäische Namensform) / Varanasi (indigene Namensform) in Indien, wo er ein Sprachdiplom in Hindi erwarb. Von 1978 bis 1981 setzte er seine Studien an der Sorbonne in Paris und an der Universität von Chicago fort, wo er einen Magistergrad im Fach Religionswissenschaft erlangte. Dem schloss sich ein Promotionsstudium am selben Ort an, unterbrochen für einen halbjährigen Forschungsaufenthalt wiederum an der Sorbonne. White schloss dies im Jahr 1988 mit dem Doktortitel ab. In seiner Dissertation untersuchte er das kulturhistorische Phänomen der Berichte über hundeköpfige Menschen, sogenannte Kynokephale, im zentralasiatischen Raum (The Other gives rise to Self: Dog-Men on the borders of medieval Europe, India, and China). Von 1981 bis 1983 arbeitete er zugleich als Forschungsassistent von Mircea Eliade.
Seine Laufbahn als Hochschullehrer begann White an der Universität von Virginia, seit 1986 als Dozent, von 1994 bis 1996 als Assistenzprofessor (assistant professor). Von dort wechselte er als Associate Professor an die Universität von Kalifornien in Santa Barbara, wo er im Jahr 2000 einen Lehrstuhl übernahm, den er bis heute innehat.
Neben der Veröffentlichung zahlreicher eigener Forschungsarbeiten war und ist White auch häufig als Fachübersetzer für Bücher und Aufsätze aus dem Französischen tätig.

## Forschungsinteressen
David Gordon Whites wissenschaftliches Interesse gilt vor allem den Gebieten:
- Religion in Südasien,
- Sanskrit und
- Geschichte indischer Wissenschaft und Medizin,
- insbesondere hinduistisches Tantra und
- Yogatradition Indiens,
- sowie vergleichende Indogermanische (im englischen Sprachgebrauch: Indo-Europäische) Studien und
- vergleichende Mythologie.

## Werk
Für David Gordon White ist es zum wissenschaftlichen Hauptanliegen geworden, die Verzerrungen am Bild gelebter Religionstradition zu korrigieren, die im Laufe vieler Jahrhunderte sowohl auf dem indischen Subkontinent selber, als auch seit der Kolonialzeit in Europa und Amerika entstanden sind aufgrund der ausgeprägten Ausschnitthaftigkeit der schriftlichen Dokumentation und Überlieferung und durch die starken Interessen religiöser, weltanschaulicher, werbender, politischer und materieller Art, die die Darstellungsweise aller Autoren leiteten. Entgegen der weitgehend üblichen Darstellung von Religion in Indien beherrschten nicht die in den klassischen theologischen und propagierenden Texten behandelten Themen, Gottheiten, Vorstellungen und Praktiken das tatsächliche Leben der Mehrheit der Menschen, sondern eine Vielzahl lokaler Kulte und die auch unter dem Sammelbegriff Indische Volksreligion gesondert beschriebenen Ideen und Handlungsweisen. Insbesondere sei die große Gruppe der religiösen Spezialisten, die mit dem Begriff Tantra – der in der westlichen Welt wiederum in äußerst verengender und verzerrender Form missverstanden und verwendet wird – assoziiert werden, seit tausend Jahren die bei weitem einflussreichste.

## Veröffentlichungen (in Auswahl)

### Monographien
- Myths of the Dog-Man. University of Chicago Press, Chicago 1991, ISBN 0-226-89508-4 (Dies ist die Buchfassung seiner Doktorarbeit).
- The Alchemical Body: Siddha Traditions in Medieval India. University of Chicago Press, Chicago 1996.
- Sinister Yogis. University of Chicago Press, Chicago 2009.

### Sammelwerke (als Herausgeber)
- Tantra in practice. Princeton Readings in Religions, Princeton University Press, Princeton 1991.
- Yoga in practice. Princeton Readings in Religions, Princeton University Press, Princeton 2011.

### Aufsätze und Artikel
- Drei Artikel in The Encyclopedia of Religion. Zweite, revidierte Auflage. Macmillan, New York 2005. (Diese Enzyklopädie wurde erstmals von Mircea Eliade herausgegeben und stellt das weltweit umfangreichste Nachschlagewerk des Faches dar.)
- Fünfzehn Artikel in der Encyclopedia of Hinduism. Routledge, London 2007.

## Internetquellen
- Porträt David Gordon Whites auf dem Portal der Universität von Kalifornien in Santa Barbara (auf Englisch); dort findet sich auch ein ausführliches Veröffentlichungsverzeichnis.
- Erster Teil und Zweiter Teil eines Interviews mit David Gordon White vom November 2010 für die Zeitschrift The Magazine of Yoga über seine Arbeit und die Wichtigkeit präziser historischer Untersuchungen (auf Englisch).
- Ein ausführliches Interview mit David Gordon White vom 18. November 2011 in der elektronischen Zeitschrift the yoga examiner über seine Forschung, im Anschluss an eine Kurzrezension des von ihm herausgegebenen Sammelbandes Yoga in practice (auf Englisch).